# Irish League 1910-1911
L'Irish League 1910-1911 è stata la 21ª edizione della prima divisione del campionato nordirlandese di calcio.
Il campionato era formato da otto squadre e il Linfieldvinse il titolo dopo uno spareggio con il Glentoran.

## Classifica finale
| Pos. | Squadra        | G  | V  | N | P | GF | GS | Punti |
| ---- | -------------- | -- | -- | - | - | -- | -- | ----- |
| 1    | Linfield       | 14 | 9  | 4 | 1 | 29 | 11 | 22    |
| 2    | Glentoran      | 14 | 10 | 2 | 2 | 39 | 12 | 22    |
| 3    | Belfast Celtic | 14 | 5  | 5 | 4 | 21 | 19 | 15    |
| 4    | Cliftonville   | 14 | 5  | 4 | 5 | 16 | 22 | 14    |
| 4    | Derry Celtic   | 14 | 5  | 4 | 5 | 21 | 29 | 14    |
| 6    | Shelbourne     | 14 | 3  | 4 | 7 | 15 | 31 | 10    |
| 7    | Distillery     | 14 | 2  | 5 | 7 | 13 | 19 | 9     |
| 8    | Bohemians      | 14 | 1  | 4 | 9 | 14 | 25 | 6     |

G = Partite giocate; V = Vittorie; N = Nulle/Pareggi; P = Perse; GF = Goal fatti; GS = Goal subiti; 

### Spareggio
- Linfield FC 3-2 Glentoran